# Белая Дуброва (Тюменская область)
Белая Дуброва — деревня в Нижнетавдинском районе Тюменской области России. Входит в состав Канашского сельского поселения.

## География
Деревня находится на западе Тюменской области, в пределах юго-западной части Западно-Сибирской низменности, в зоне подтайги, на правом берегу реки Болтан (приток Иски)на расстоянии примерно 33 километра (по прямой) к юго-западу от села Нижняя Тавда, административного центра района.

### Климат
Климат резко континентальный с холодной продолжительной зимой и коротким тёплым летом. Средняя температура воздуха самого холодного месяца (января) — −18,6 °C (абсолютный минимум — −53 °C); самого тёплого месяца (июля) — 17,6 °C (абсолютный максимум — 38 °С). Безморозный период длится в среднем 111 дней. Среднегодовое количество атмосферных осадков составляет 300—400 мм, из которых 70 % выпадает в тёплый период. Продолжительность залегания снежного покрова составляет в среднем 156 дней.

## История
До 1917 года входила в состав Понизовской волости Тюменского уезда Тобольской губернии. По данным на 1926 год Бело-Дубровские хутора состояли из 59 хозяйств. В административном отношении входили в состав Понизовского сельсовета Нижнетавдинского района Тюменского округа Уральской области.

## Население
| 2010 |
| ---- |
| 250  |

### Национальный состав
По данным переписи 1926 года на хуторах проживало 315 человек (158 мужчин и 157 женщин), в том числе: русские составляли 88 % населения, поляки — 12 %.
Согласно результатам переписи 2002 года, в национальной структуре населения русские составляли 65 % населения из 243 чел.